# Grave (Países Baixos)
Grave é um município dos Países Baixos, situado na província de Brabante do Norte. Tem 28,03 km² de área e sua população em 2020 foi estimada em 12.452 habitantes.